# Росбалт
«Росбалт» — российское информационно-аналитическое агентство с главными офисами в Москве и Санкт-Петербурге, представительствами в городах России и странах ближнего зарубежья. Основано в 2000 году, на следующий год запущен сайт rosbalt.ru.

## История
Агентство публиковало резонансные материалы о громких уголовных делах, что связывали с именем генерала полиции Виктора Васильевича Черкесова (его вдова Наталия Сергеевна Черкесова являлась руководителем-основателем Росбалта в 2000-2024).
"Новая газета - Санкт-Петербург" отмечала в 2007-м, что "«Росбалт» все годы правления Валентины Матвиенко занимал объективную и достаточно независимую позицию, транслируя самые разные, в том числе и явно не лояльные к губернатору, точки зрения. На этой площадке выступали многие оппозиционные политики Петербурга – которым был наглухо (особенно в последний год) закрыт телеэфир".
В октябре 2013 года Мосгорсуд признал свидетельство о регистрации СМИ информагентства «Росбалт» недействительным. 19 марта 2014 года Верховный суд России отменил решение Мосгорсуда о прекращении деятельности «Росбалта».
Форум Росбалта закрыт с 1 февраля 2014 года администрацией агентства (вместо этого открыта лента комментариев новостей, которые будут удаляться сутки спустя; в настоящее время функция комментариев отсутствует).
15 октября 2021 года Министерство юстиции России внесло издание в реестр СМИ — «иностранных агентов». Генеральный директор издания Лариса Афонина заявила, что финансирования из-за рубежа издание не имеет, и обратилась в Минюст за разъяснениями.
22 марта 2023 года было принято решение о ликвидации «Росбалта» из-за проблем, связанных с внесением в реестр «иноагентов».
25 августа 2023 года было объявлено о том, что «Росбалт» исключён из списка «иностранных агентов».
В августе 2023 года «Фонтанка» сообщила, что агентство переходит в собственность московского «ПремьерМедиаИнвест» (медиахолдинг 1st Media Invest), который возглавляет директор «Ленфильма» Фёдор Щербаков. Тогда же Минюст исключил «Росбалт» из реестра иноагентов с формулировкой «в связи с прекращением получения от иностранных источников денежных средств».
В феврале 2025 года СМИ сообщили, что оператор наружной рекламы Maer Group купил компанию «Премьермедиаинвест» — холдинга 1MI, в который входят издания «Новые известия», «Росбалт» и еще 22 региональных издания.

## Главные редакторы
- До 2015 года — не указан.
- Ульянов Николай Владимирович — с 2018 по 2022 год.
- Афонина Л.В. — с осени 2022 года по осень 2023 года.
- Яременко Николай Николаевич — с осени 2023 года по настоящее время.

## Учредитель
- ИА «Росбалт» — до 2015 года.
- ЗАО «Информационное агентство «Росбалт» — с 2018 до 2020 год.
- АО «РС-Балт» — с 2020 по ноябрь 2023 года.
- ООО «ПремьерМедиаИнвест» — с ноября 2023 года.